# Damon (Texas)
Damon è un census-designated place degli Stati Uniti d'America, situato nella contea di Brazoria dello Stato del Texas.

## Società

### Evoluzione demografica
Secondo il censimento del 2000, c'erano 535 persone, 207 nuclei familiari, e 149 famiglie residenti nella città. La densità di popolazione era di 385,7 persone per miglio quadrato (148,6/km²). C'erano 231 unità abitative a una densità media di 166,5 per miglio quadrato (64,2/km²). La composizione etnica della città era formata dal 77,01% di bianchi, l'1.31% di nativi americani, lo 0,19% di asiatici, il 21,12% di altre etnie, e lo 0,37% di due o più etnie. Gli ispanici o latinos di qualunque razza erano il 27,10% della popolazione.
C'erano 207 nuclei familiari di cui il 30,4% avevano figli di età inferiore ai 18 anni, il 59,4% erano coppie sposate conviventi, il 7,2% aveva un capofamiglia femmina senza marito, e il 28,0% erano non-famiglie. Il 23,2% di tutti i nuclei familiari erano individuali e il 9,2% aveva componenti con un'età di 65 anni o più che vivevano da soli. Il numero di componenti medio di un nucleo familiare era di 2,58 e quello di una famiglia era di 3,07.
Il reddito medio di un nucleo familiare era di 31.111 dollari, e quello di una famiglia era di 37.250 dollari. I maschi avevano un reddito medio pro capite di 36.875 dollari contro i 23.750 dollari delle femmine. Il reddito medio pro capite totale era di 15.950 dollari. Circa il 14,2% delle famiglie e il 20,8% della popolazione erano sotto la soglia di povertà, incluso il 29,7% di persone sotto i 18 anni e il 16,9% di persone di 65 anni o più.